# I juventini
I juventini è un brano musicale di Checco Zalone estratto come secondo singolo discografico dall'album di musica demenziale e rock demenziale Se ce l'o' fatta io...ce la puoi farcela anche tu nel 2006.

## Descrizione
Il brano parla delle disgrazie calcistiche di quell'anno della Juventus in modo molto ironico, anche se l'anno successivo sarà pubblicata una nuova inedita versione del brano dove, inizialmente, si parlerà delle brutte esperienze della Juve di quell'anno e, subito dopo, della rivincita di questa squadra di calcio e della sua popolarità.

## Tracce
Testi e musiche di Luca Pasquale Medici.
1. I juventini[1] – 3:18

## Classifiche
| Classifica (2006) | Posizione massima |
| ----------------- | ----------------- |
| Italia            | 4                 |